# Œdème
 Mise en garde médicale
Un œdème est le gonflement d'un organe ou d'un tissu dû à une accumulation ou un intra-tissulaire de liquides chez les animaux ou dans les cellules chez les végétaux. L'œdème peut avoir de nombreuses causes primitives.
Le mot œdème se prononce traditionnellement [edɛm] (édem), mais la prononciation [Adam]  est fréquente. Les prononciations [edεm] (édem) et [ødεm] (eu-dem) sont décrites, la dernière est moins orthodoxe mais devient la plus courante,.

## Physiopathologie
Normalement, la quantité de liquide interstitiel est à l'équilibre ; on parle d'homéostasie. La physiopathologie des œdèmes découle d'un déséquilibre dans l'équation de Starling :
{\displaystyle {\dot {Q}}=P\cdot S[(P_{c}-P_{i})-\sigma (\pi _{c}-\pi _{i})]}
avec : 
- {\displaystyle {\dot {Q}}}, le flux ;
- {\displaystyle P}, la perméabilité de la membrane ;
- {\displaystyle S}, la surface d'échange ;
- {\displaystyle P_{c}}, la pression capillaire ;
- {\displaystyle P_{i}}, la pression interstitielle ;
- {\displaystyle \sigma }, le coefficient de réflexion (dépend de la membrane et de la molécule) ;
- {\displaystyle \pi _{c}}, la pression oncotique capillaire ;
- {\displaystyle \pi _{i}}, la pression oncotique interstitielle.

Si {\displaystyle {\dot {Q}}} est positif, on a un flux des capillaires vers le milieu interstitiel, et si ce flux est supérieur à la capacité de réabsorption des vaisseaux lymphatiques, on a la création d'un œdème.

## Types
- L'œdème blanc, principalement retrouvé dans les cas d'insuffisance cardiaque, ou d'atteinte veineuse, est déclive (c'est-à-dire qu'il touche la partie la plus basse du corps, généralement les membres inférieurs), mou et prend le godet[3] (en appuyant sur l'œdème, il se forme une dépression qui persiste quelques instants).
- L'œdème rouge est dur, chaud et ne prend pas le godet. Il est fréquemment retrouvé lors de traumatismes.

## Étiologie

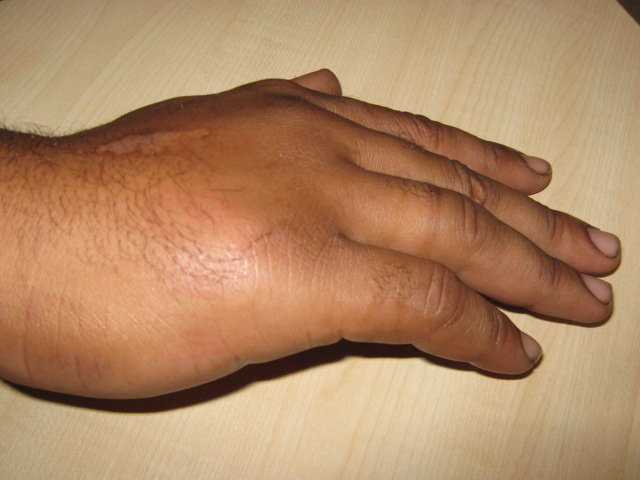
Œdème à la suite d'une fracture du 5e métacarpe de la main droite.

Les pathologies pouvant induire un œdème sont nombreuses :
- en cas d'hyperpression hydrostatique des veines, entraînant une diminution de la réabsorption de fluides : obstruction veineuse (thrombose veineuse profonde), insuffisance cardiaque congestive droite ou globale, varices ;
- en cas d'abaissement de la pression oncotique : au cours d'une cirrhose, en cas de malnutrition dans le cadre d'un kwashiorkor, au décours d'un syndrome néphrotique par perte rénale de protéines, ou au cours d'une glomérulonéphrite aiguë (il faut savoir que des protéines telles que l'albumine (60 % du total des protéines plasmatiques) ont un pouvoir oncotique très important : une baisse de leur nombre (insuffisance hépatique par exemple) entraîne alors des œdèmes) ; néanmoins, dans les carences protéiques modérées, notamment lorsque l'albumine est comprise entre 20 et 30 g·l-1, la survenue d'œdèmes est liée à la réabsorption hydrosodée accrue au niveau rénal. L'hypovolémie efficace entraînée par l'hypoprotidémie est responsable d'une mise en branle du système rénine angiotensine et donc d'une réabsorption tubulaire de sodium accrue au niveau rénal ;
- en cas d'inflammation (sécrétion active de fluides dans l'espace interstitiel) : dans les allergies, au cours de la maladie de Lyme, mais toutes les autres formes d'inflammation peuvent également être responsables (chute par exemple) ;
- en cas de dénutrition sévère du fait d'une incapacité du foie à compenser un régime trop pauvre, notamment en protéines (ex : kwashiorkor) ;
- cause iatrogène (due à un médicament) : inhibiteurs calciques, corticoïdes et AINS, entraînant une rétention hydrosodée ;
- en cas de diminution anormale du drainage lymphatique : lymphœdème, œdème blanc ne prenant pas le godet ;
- l'altitude entraînant le mal aigu des montagnes peut, pour les cas les plus extrêmes, être la cause d'un œdème cérébral ou d'un œdème pulmonaire.

## Galerie d'images

Œdème péri-orbital.
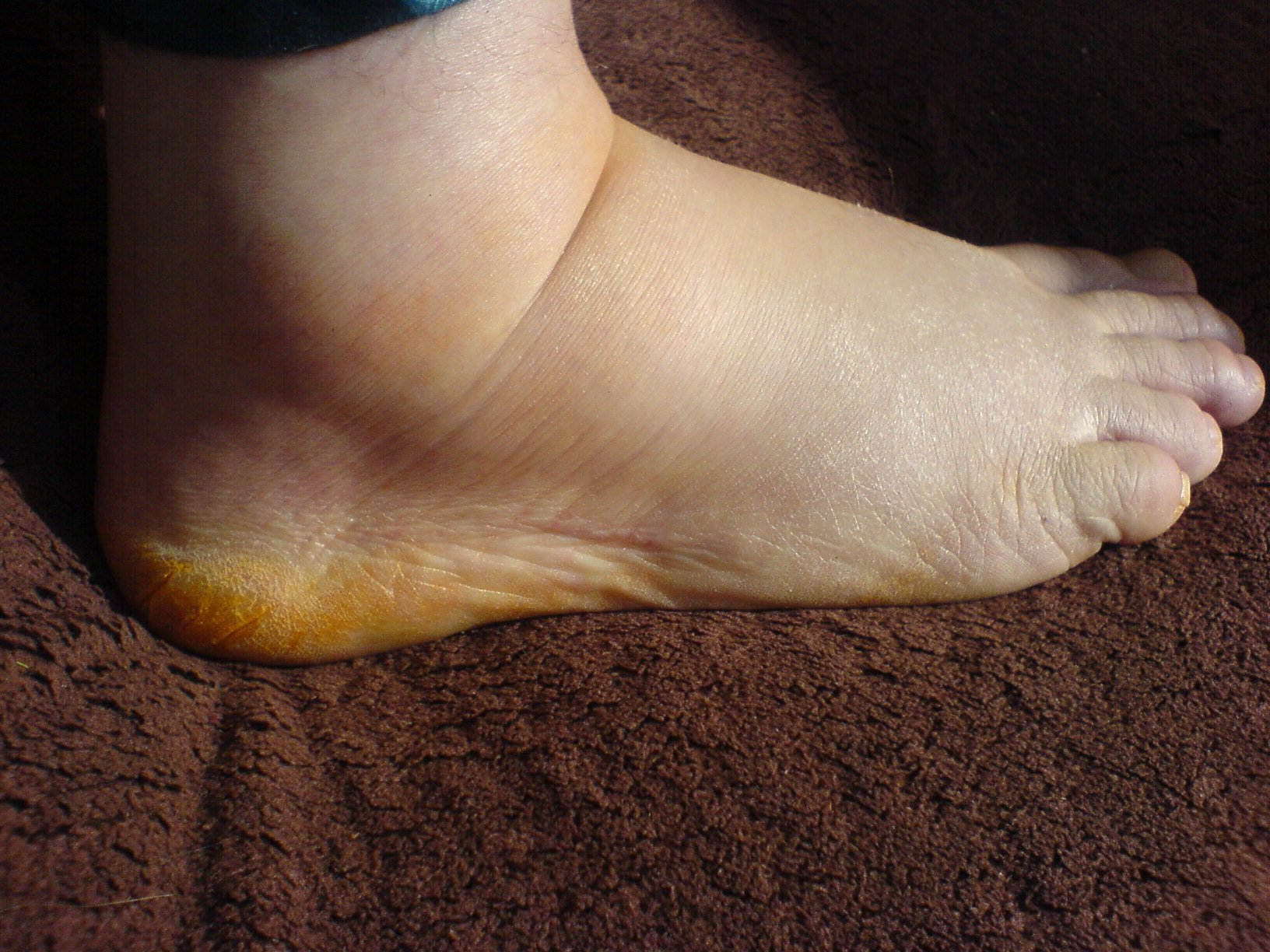
Œdème d'un pied deux semaines après une chirurgie pour un syndrome des loges.
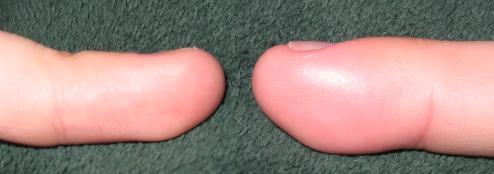
Le doigt de droite est œdématié à cause d'un panaris.
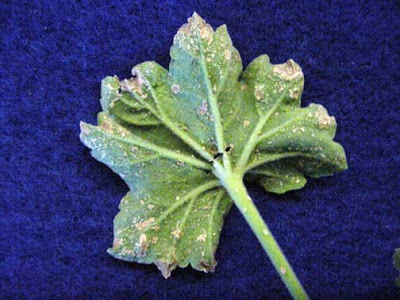
Points causés par l'œdème sur un géranium : les cellules du parenchyme foliaire  éclatent et leur contenu s'oxyde sous forme de liège